# Jasmila Žbanić
Jasmila Žbanić, född 19 december 1974 i Sarajevo, SFR Jugoslavien, är en bosnisk filmregissör, manusförfattare och producent. Hon har bland annat regisserat filmen Grbavica - läker tiden alla sår? från 2006, vinnare av Guldbjörnen samma år, och Quo vadis, Aida? från 2020, som bland annat tilldelades Europeiska filmpriset för bästa film och nominerades till en Oscar för bästa internationella långfilm.

## Filmografi (i urval)
- 2006 – Grbavica - läker tiden alla sår?
- 2020 – Quo vadis, Aida?